# Walter Oesau

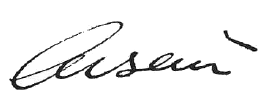
Signatur

Walter Oesau (* 28. Juni 1913 in Farnewinkel; † 11. Mai 1944 bei St. Vith, Belgien) war ein deutscher Luftwaffenoffizier (zuletzt Oberst) und Jagdflieger im Zweiten Weltkrieg.

## Leben
Oesau trat im Oktober 1933 in das 2. (Preußisches) Artillerie-Regiment der Reichswehr ein, in dem er am 20. April 1937 er zum Leutnant befördert wurde. Im April 1938 wechselte er in den Stab der Jagdgruppe 88 der Legion Condor in La Sénia und nahm am Spanischen Bürgerkrieg teil. Nachdem er dort acht Luftsiege errungen hatte, kehrte Oesau Anfang 1939 nach Deutschland zurück. Für seine Leistungen in Spanien erhielt Oesau das Spanienkreuz in Gold mit Schwertern und Brillanten, die Militärmedaille sowie die Medalla de la Campaña.

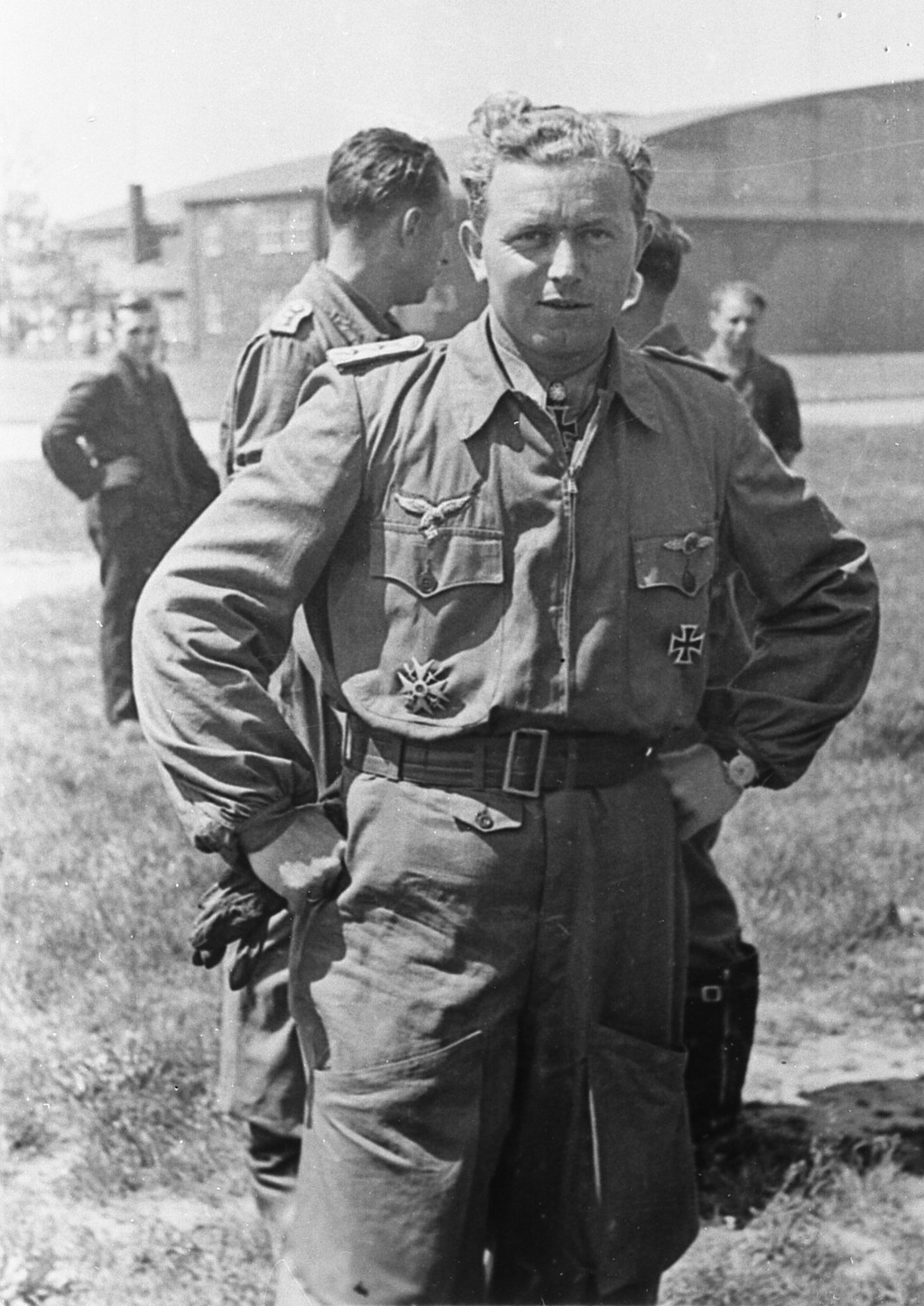
Hptm. Walter Oesau, in Straubing (Fliegerhorst), Frühjahr 1941

Im September 1939 wurde er als Oberleutnant Führer der 7. Staffel im Jagdgeschwader 51. Am 13. Mai 1940 errang er seinen ersten Luftsieg im Zweiten Weltkrieg, als er eine französische Curtiss Hawk 75-Jagdmaschine abschoss. Nach dem Ende des Westfeldzuges konnte er fünf Luftsiege nachweisen. Am 19. Juli 1940 erfolgte seine Beförderung zum Hauptmann. Als solcher wurde ihm am 20. August 1940 das Ritterkreuz des Eisernen Kreuzes verliehen. Im gleichen Monat erfolgte seine Ernennung zum Kommandeur der III. Gruppe des Jagdgeschwaders 51, von wo aus er im Dezember 1940 als Kommandeur zur III. Gruppe des Jagdgeschwaders 3 versetzt wurde. Am 5. Februar 1941 errang er seinen 40. Luftsieg und erhielt einen Tag später das Eichenlaub zum Ritterkreuz des Eisernen Kreuzes (9. Verleihung).

Seit Beginn des Deutsch-Sowjetischen Krieges war er an der Ostfront in Russland eingesetzt. Hier konnte er am 15. Juli 1941 seinen 80. Luftsieg verbuchen. Am selben Tag wurde er zum Major befördert und zum Kommodore des Jagdgeschwaders 2 ernannt. Einen Tag später erhielt Oesau die Schwerter zum Ritterkreuz des Eisernen Kreuzes mit Eichenlaub (3. Verleihung). Im Oktober 1941 folgte der 100. Luftsieg. Gleichzeitig erhielt er ein Flugverbot, das erst im August 1942 wieder aufgehoben wurde. Im Juni 1943 wurde er zum „Jagdfliegerführer Bretagne“ (ehemals Jagdfliegerführer 4) ernannt und erhielt im Oktober 1943 das Kommando über das Jagdgeschwader 1. Am 1. Mai 1944 wurde er zum Oberst befördert. Seinen letzten Luftsieg errang er am 8. Mai 1944 gegen eine amerikanische Republic P-47.

## Tod

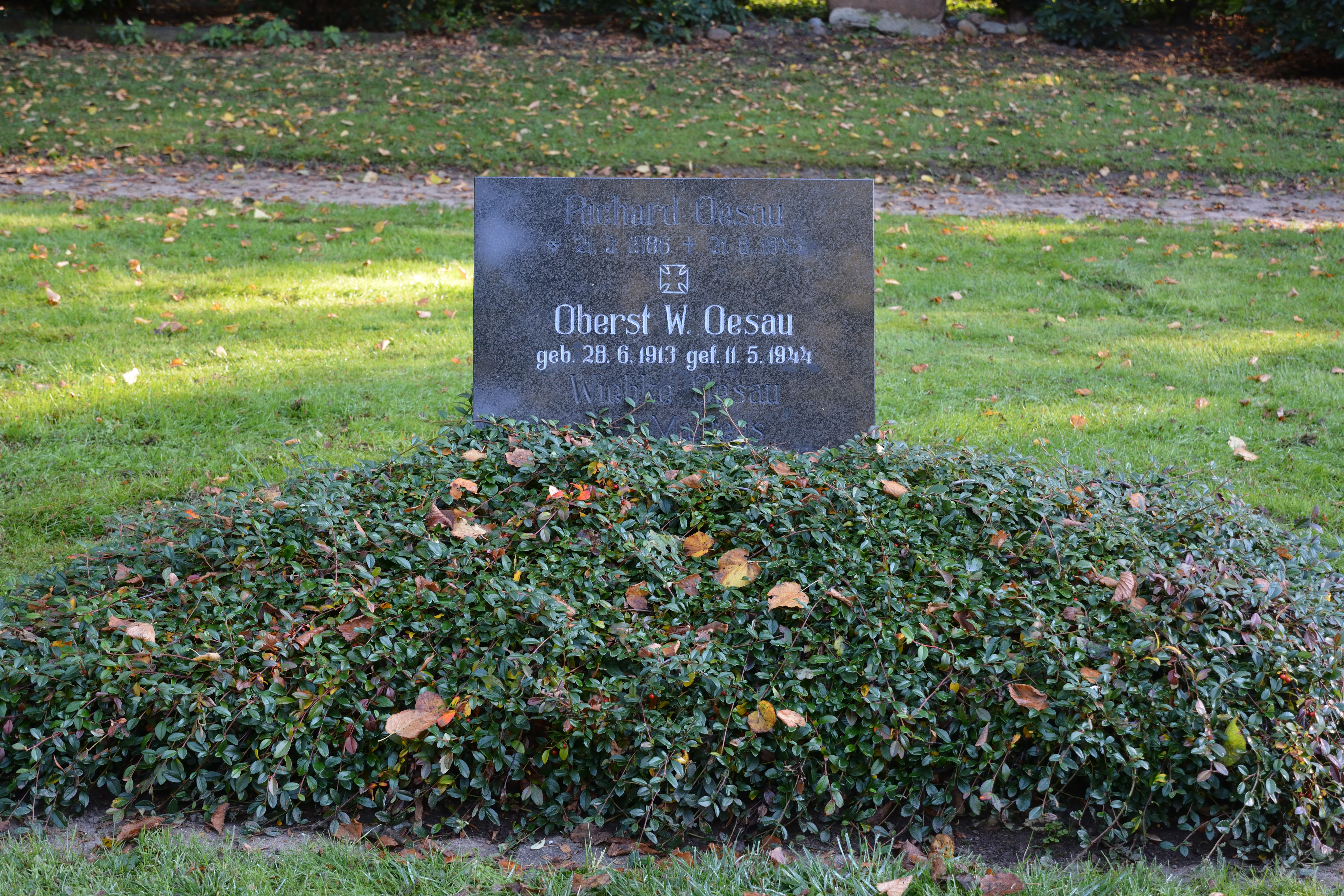
Grabmal in Meldorf

Am 11. Mai 1944 flog er mit hohem Fieber, nachdem Reichsluftfahrtminister Hermann Göring ihn als Feigling beschimpft hatte. Er führte seine Einheit gegen einen Bomberpulk nach Belgien, wurde über der Eifel von mehreren amerikanischen P-38 „Lightning“ verfolgt und abgeschossen, wobei er starb. Nach seinem Tod wurde das Jagdgeschwader 1 in Jagdgeschwader 1 „Oesau“ umbenannt. Es war damit fortan eines von elf Traditionsgeschwadern der Wehrmacht.
In seinen etwa 300 Einsätzen errang Oesau 125 Luftsiege, davon zehn gegen viermotorige Bomber. Er wurde auf dem Friedhof in Meldorf mit militärischen Ehren beigesetzt. Das Grab ist (Stand 2021) erhalten.

## Sonstiges
Oesau wurde fünfmal namentlich im Wehrmachtbericht genannt. Die Meldungen über ihn und andere Jagdpiloten beschlossen jeweils den Tagesbericht. Während am 6. September 1940 sowie am 6. Februar, 4. Juli und 27. Oktober 1941 jeweils neue Erfolge bei der Zahl der Luftsiege gemeldet wurden, schloss der Bericht am 15. Mai 1944 mit der Meldung über Oesaus „Heldentod“.